# Villa La Vigna
Die Villa La Vigna, auch Villa Sanvitale genannt, ist ein klassizistisches Gebäude im Ortsteil Vigna der Gemeinde Noceto in der italienischen Region Emilia-Romagna. Sie liegt in der Strada della Vigna.

## Geschichte

Wappen der Sanvitales

Das Landhaus wurde in den ersten Jahren des 18. Jahrhunderts im Auftrag des Grafen Alessandro III. Sanvitale in der Mitte eines großen Landgutes mit 505 Biolche errichtet. Im Inneren des Gebäudes wurde auch ein kleines Oratorium geschaffen, das am 3. September 1730 feierlich vom Erzpriester von Noceto, Francesco Bolsi, dem heiligen Eustachius geweiht wurde.
In der zweiten Hälfte des 18. Jahrhunderts beauftragten die Sanvitales den Architekten Ennemond Alexandre Petitot mit einem Projekt zur Erweiterung der Anlage, an die zwei Seitenflügel angeschlossen wurden.
Das Gebäude gehörte lange Zeit der Familie, wurde aber anschließend mehrmals verkauft; schließlich kaufte um 1980 die Familie Adami das Landhaus und ließ es vollständig umbauen.

## Beschreibung
Der große Park erstreckt sich vom Rio Sanguinaro bis zur Via Bombodolo. Das Landhaus ist über eine schnurgerade Allee in der Achse des Eingangs zu erreichen.

### Villa
Die Villa besteht aus einem mittleren Baukörper in C-Form, flankiert von zwei langen, spiegelverkehrt angeordneten Seitenflügeln.
Die symmetrische Fassade des Hauptvorbaus, die vollständig verputzt ist, erhebt sich über zwei Stockwerke, getrennt durch ein Geschossgesims. In der Mitte liegt das breite Eingangsportal, begrenzt durch einen Rahmen und flankiert durch vier Fenster pro Seite. Im Obergeschoss sitzt in der Mitte eine gerahmte Fenstertüre, gekrönt von einer Lünette, die ein Relief in Terracotta enthält, das sich auch an den beiden benachbarten Öffnungen wiederholt. Oben an der Fassade verläuft ein vorspringendes Traufgesims in Stabform. Über Letzterem erhebt sich in der Mitte ein Söller, gekennzeichnet durch eine Öffnung in der Mitte, der durch einen Rahmen begrenzt und von zwei rechteckigen Nischen und zwei blinden Fenstern flankiert wird. Gekrönt wird die Fassade durch ein breites, dreieckiges Tympanon, das ein großes Wappen enthält.
Die beiden Seitenflügel haben ebenfalls zwei Stockwerke und besitzen auf jeder Seite acht Fenster, die zusammen mit denen des mittleren Baukörpers die Zahl der Öffnungen in der Fassade auf 25 steigen lässt. Auf der rechten Seite, zum Eustachius-Oratorium hin, erhebt sich ein kleiner Glockengiebel, gekrönt von einem Kreuz und einem Windrichtungsgeber aus Schmiedeeisen, verziert mit dem Wappen der Sanvitales.

#### Eustachius-Oratorium
Das kleine, einschiffige Oratorium, das im Inneren der Villa liegt, kann man entweder vom Herrenhaus aus oder direkt von außen, durch eine kleine Tür auf der Rückseite des Gebäudes, erreichen.
Das Innere des Langhauses ist durch eine monumentale, klassizistische Empore gekennzeichnet, die durch drei dorische Säulen gestützt wird. Das Presbyterium enthält den Hochaltar mit einem Altarbild des heiligen Eustachius darüber.
In der Kultstätte ist ein wertvolles Messbuch aus dem Jahre 1740 erhalten und darüber hinaus alte Möbel und liturgische Gewänder.

### Park
Vor dem Landhaus liegt eine lange Allee, die an einem breiten Einfahrtstor endet. Vor der Fassade erstreckt sich ein Garten, der reich an hohen Bäumen ist. Auf der Rückseite liegt ein Park, in dessen Inneren man einen See findet, an dessen Ufern zahlreiche Pflanzen wachsen.